# Sergio Guerri
Sergio Guerri (Tarquinia, 25 de dezembro de 1905 - Roma, 15 de março de 1992) foi um cardeal italiano da Igreja Católica Romana que serviu como teólogo pessoal de cinco papas de 1955 a 1989, e foi elevado ao cardinalato em 1969.

## Biografia
Guerri nasceu em Tarquinia e estudou no seminário interdiocesano de Montefiascone, no Seminário de Viterbo, no Pontifício Seminário Romano, na Pontifícia Universidade Lateranense e no Pontifício Ateneu Romano S. Apolinário. Ordenado sacerdote em 30 de março de 1929, terminou seus estudos em 1931, quando iniciou o trabalho pastoral em Tarquinia. Guerri então serviu como Administrador da Pontifícia Universidade Urbaniana de 1937 a 1941. Ele foi elevado ao posto de um Chamberlain Privado de Sua Santidade em 11 de abril de 1940, e mais tarde um Prelado Doméstico de Sua Santidade em 19 de junho de 1949.
Foi também funcionário (1941-1946) e secretário substituto (1946-1948) do Instituto de Obras de Religião na Cúria Romana. Em 9 de março de 1948, Guerri foi nomeado Pró- Secretário da Administração do Patrimônio da Santa Sé, tornando-se seu secretário pleno em 1 de janeiro de 1951. Mais tarde, ele foi feito um cânone da Basílica de São Pedro em 25 de abril de 1952. Nomeado Secretário de a Comissão Preparatória Central em 22 de junho de 1960, Guerri foi secretário administrativo do Concílio Vaticano II de 1960 a 1965. Ele foi nomeado secretário da Administração do Patrimônio da Santa Sé (7 de maio de 1968) antes de se tornar o Pró-Presidente da Pontifícia Comissão para o Estado da Cidade do Vaticano, em 6 de novembro de 1968.
Em 11 de abril de 1969, antes de sua promoção cardeal, Guerri foi nomeado arcebispo titular de Trebia. Ele recebeu sua consagração episcopal no dia 27 de abril do cardeal Amleto Giovanni Cicognani, com os bispos Joseph Mark McShea e Plinio Pascoli, servindo como co-consagradores, na capela do Seminário Lateranense. Pouco depois, o papa Paulo VI criou-o cardeal-diácono da SS. Nome di María al Foro Troiano no consistório de 28 de abril de 1969.
O Cardeal Guerri foi um dos cardeais eleitores que participaram dos conclaves de agosto e outubro de 1978, que elegeram os papas João Paulo I e João Paulo II, respectivamente. Depois de dez anos como Cardeal Diácono, ele optou por se tornar um Cardeal Sacerdote, com a mesma igreja titular, em 30 de junho de 1979. Ele renunciou ao cargo de Pró-Presidente do Estado da Cidade do Vaticano em 26 de setembro de 1981, após quase quatorze anos de serviço.
O cardeal Guerri morreu na Cidade do Vaticano, aos 86 anos. Ele está enterrado na capela de sua família no cemitério de Tarquinia.